# Georg von Mayr
Georg von Mayr (født 12. februar 1841 i Würzburg, død 6. september 1925 i Tutzing) var en tysk statistiker og nationaløkonom. 
I 1868 blev von Mayr professor, 1869 tillige direktør for Bayerns statistiske centralbureau i München. I 1872 blev han udnævnt til ministerialråd og 1879 til kejserlig understatssekretær for Alsace-Lorraine. 1891—1898 virkede han tillige som universitetslærer i Strasbourg, hvorfra han sidstanførte år atter kaldedes til München som ordentlig professor i statistik, finansvidenskab og nationaløkonomi. Von Mayr var en frugtbar forfatter og ydede en stor mængde specialarbejder på befolkningsstatistikkens område, særlig til belysning af bayerske forhold. Megen udbredelse (også i oversættelse til ungarsk, russisk og italiensk) fandt hans udmærkede grundrids af den anvendte statistik, Die Gesetzmässigkeit im Gesellschaftsleben (1877), der danner det første udkast til hans fremragende hovedværk Statistik und Gesellschaftslehre (3 bind, 1895, 1897, 1910), i hvilket han indgående behandler samtlige grene inden for den officielle statistik. Af et kompendium, Grundriss zu Vorlesungen über praktische Nationalökonomie er kun udkommet 1. del (Tübingen 1900). Von Mayr er grundlægger af fagorganet Allgemeine statistische Archiv.